# Plastisk ler
Plastisk ler er en fed, rød, grøn eller grå lerart, der let kan formes. Plastisk ler er aflejret i Palæogen for 54-38 millioner år siden, og findes i Danmark på Røsnæs, ved og under Lillebælt, på Æbelø og i Midtjylland. Plastisk ler bruges bl.a. til letklinker og kattegrus.
Indenfor geoteknik har det plastiske lers egenskaber meget stor betydning, idet vekslende vandoptagelse og udtørring kan betyde alvorlige sætninger i bygninger, der er funderet på plastisk ler.